# Giải vô địch bóng đá nữ U-17 châu Đại Dương
Giải vô địch bóng đá nữ U-17 châu Đại Dương (tiếng Anh: OFC U-17 Women's Championship) là giải bóng đá nữ do Liên đoàn bóng đá châu Đại Dương (OFC) tổ chức lần đầu vào năm 2010 để xác định suất tham dự Giải vô địch bóng đá nữ U-17 thế giới.
Bởi New Zealand là chủ nhà của Giải vô địch thế giới 2008 nên không có giải vòng loại nào diễn ra vào năm 2008.
Vào năm 2017 giải trở thành giải U-16.

## Kết quả
Do Giải vô địch thế giới 2014 tổ chức vào tháng ba nên OFC không đủ thời gian tổ chức giải. Giải bị hủy và New Zealand được trao suất dự World Cup.
| 2010 Chi tiết | Auckland, New Zealand   | · New Zealand               | Thi đấu vòng tròn           | · Quần đảo Solomon          | · Papua New Guinea | Thi đấu vòng tròn | · Tonga              |
| 2012 Chi tiết | Auckland, New Zealand   | · New Zealand               | Thi đấu vòng tròn           | · Papua New Guinea          | · Quần đảo Cook    | Thi đấu vòng tròn | · Nouvelle-Calédonie |
| 2016 Chi tiết | Matavera, Quần đảo Cook | · New Zealand               | 8–0                         | · Papua New Guinea          | · Fiji             | 3–2               | · Nouvelle-Calédonie |
| 2017 Chi tiết | Apia, Samoa             | · New Zealand               | 6–0                         | · Nouvelle-Calédonie        | · Fiji             | Bán kết           | · Quần đảo Cook      |
| 2020          | Polynésie thuộc Pháp    | Bị hủy do Đại dịch COVID-19 | Bị hủy do Đại dịch COVID-19 | Bị hủy do Đại dịch COVID-19 |                    |                   |                      |
| 2023          | Polynésie thuộc Pháp    | · New Zealand               | 1–0                         | · Fiji                      | · Tahiti           | 5–3               | · Tonga              |
| 2024          | Fiji                    | · New Zealand               | 4–0                         | · Samoa                     | · Tonga            | 1–0               | · Nouvelle-Calédonie |

### Các đội lọt vào top 4
| Đội tuyển          | Vô địch                                | Á quân         | Hạng ba  | Hạng tư              |
| ------------------ | -------------------------------------- | -------------- | -------- | -------------------- |
| New Zealand        | 6 (2010, 2012, 2016, 2017, 2023, 2024) |                |          |                      |
| Papua New Guinea   |                                        | 2 (2012, 2016) | 1 (2010) |                      |
| Nouvelle-Calédonie |                                        | 1 (2017)       |          | 3 (2012, 2016, 2024) |
| Fiji               |                                        | 1 (2023)       | 1 (2016) |                      |
| Quần đảo Solomon   |                                        | 1 (2010)       |          |                      |
| Samoa              |                                        | 1 (2024)       |          |                      |
| Tonga              |                                        |                | 1 (2024) | 2 (2010, 2023)       |
| Quần đảo Cook      |                                        |                | 1 (2012) |                      |
| Tahiti             |                                        |                | 1 (2923) |                      |